# بلیکز
بلیکز (به انگلیسی: Belleeks) یک روستا در بریتانیا است. بلیکز ۳۷۵ نفر جمعیت دارد.